# Klasika Primavera 2013
La Klasika Primavera 2013, cinquantanovesima edizione della corsa e valida come evento del circuito UCI Europe Tour 2013 categoria 1.1, fu disputata il 7 aprile 2013, per un percorso totale di 171,6 km. Fu vinta dal portoghese Rui Alberto Faria da Costa, al traguardo con il tempo di 4h07'58" alla media di 41,52 km/h.
Al traguardo 105 ciclisti portarono a termine la gara.

## Squadre e corridori partecipanti
| N.      | Cod. | Squadra                           |
| ------- | ---- | --------------------------------- |
| 1-8     | MOV  | Movistar Team                     |
| 11-18   | EUS  | Euskaltel-Euskadi                 |
| 21-28   | TST  | Team Saxo-Tinkoff                 |
| 31-38   | SOJ  | Sojasun                           |
| 41-48   | CJR  | Caja Rural                        |
| 51-58   | COL  | Colombia                          |
| 61-68   | CO4  | 4-72 Colombia                     |
| 71-78   | OFM  | OFM-Quinta da Lixa                |
| 81-88   | OPM  | Optum by Kelly Benefit Strategies |
| 91-98   | BOA  | Radio Popular-Onda                |
| 101-108 | LOK  | Lokosphinx                        |
| 111-118 | BUR  | Burgos BH-Castilla y León         |
| 121-128 | EUK  | Euskadi                           |
| 131-138 | RVL  | RusVelo                           |
| 141-148 | ARG  | Argentina                         |

## Ordine d'arrivo (Top 10)
| Pos. | Corridore        | Squadra       | Tempo    |
| ---- | ---------------- | ------------- | -------- |
| 1    | Rui Costa        | Movistar Team | 4h07'58" |
| 2    | Pablo Urtasun    | Euskaltel     | s.t.     |
| 3    | Alberto Contador | Saxo-Tinkoff  | s.t.     |
| 4    | Beñat Intxausti  | Movistar Team | s.t.     |
| 5    | José Herrada     | Movistar Team | s.t.     |
| 6    | Rory Sutherland  | Saxo-Tinkoff  | s.t.     |
| 7    | Eduard Prades    | OFM-Quinta    | s.t.     |
| 8    | Julien El Fares  | Sojasun       | s.t.     |
| 9    | Edson Calderon   | 4-72 Colombia | s.t.     |
| 10   | Evgenij Šalunov  | Loxosphinx    | s.t.     |